# Bagitto
Bagitto es un dialecto judeo-italiano utilizado por los judíos en Italia, en Toscana y Córcega, en sentido amplio, y en sentido estricto por la comunidad de Livorno. Según afirman algunas lingüistas como Anna Sulai Capponi, «no se puede hablar de una verdadera lengua, sino de una cadencia intercalada por vocablos hebraicos, españoles, portugueses, livorneses e italianos, conservada en la memoria familiar y en la literatura no siempre exclusivamente hebraica.»

## Descripción
Es una lengua mixta judeo-livornesa, con una base bastante próxima al italiano, enriquecida de componentes toscanos, españoles, portugueses, judíos, árabes y trazas de griego, turco y yidis, con una producción literaria que se prolongó hasta los años cincuenta del siglo XIX.
Esta mezcla lingüística se explica si se tiene en cuenta que la comunidad judía de Livorno utilizaba:
- El hebreo antiguo como lengua sagrada.
- El portugués como lengua oficial de la comunidad (hasta la época napoleónica).
- El español sefardí (ladino) como lengua de textos literarios y epigráficos.
- El italiano, como lengua de relaciones con la sociedad toscana.

El propio bagitto era, por tanto, la forma de expresión de los judíos livorneses, utilizada principalmente como jerga especializada en las relaciones internas dentro de la comunidad.
En todo el judaísmo sefardita existen algunas características lingüísticas comunes. La base es el castellano del siglo XVI hablado con un fuerte acento nasalizado. Hay frecuentes intercambios de consonantes y vocales y numerosos préstamos del italiano. La lengua judeoportuguesa, característica de la primera comunidad judía livornesa, dejó relativamente pocas huellas en comparación con el predominio del componente judío-español.
La literatura en bagitto no es rica, pero sí significativa. Entre los figuras hebreas se recuerda a Cesarino Rossi, Guido Bedarida y Mario della Torre (Meir Migdali); entre los no judíos (que utilizan el bagitto, o mejor dicho, una trivialización del mismo con fines burlones) Giovanni Guarducci. Con la dispersión de la comunidad judía de Livorno tras los acontecimientos de la Segunda Guerra Mundial, del bagitto sólo quedaron algunos vestigios.

## Artículos relacionados
- Comunidad judía de Livorno
- Lenguas judeo-italianas